# 1987-es cannes-i filmfesztivál
A 40. Cannes-i Nemzetközi Filmfesztivált 1987. május 7. és 19. között rendezték meg, Yves Montand francia színész elnökletével. A hivatalos versenyprogramban 19 nagyjátékfilm és 11 rövidfilm szerepelt; versenyen kívül 28, míg az Un certain regard szekcióban 22 alkotást vetítettek. A párhuzamos rendezvények Kritikusok Hete szekciójában 7 filmet mutattak be, a Rendezők Kéthete elnevezésű szekció keretében pedig 19 nagyjátékfilm és 14 kisfilm vetítésére került sor.

## Az 1987. évi fesztivál

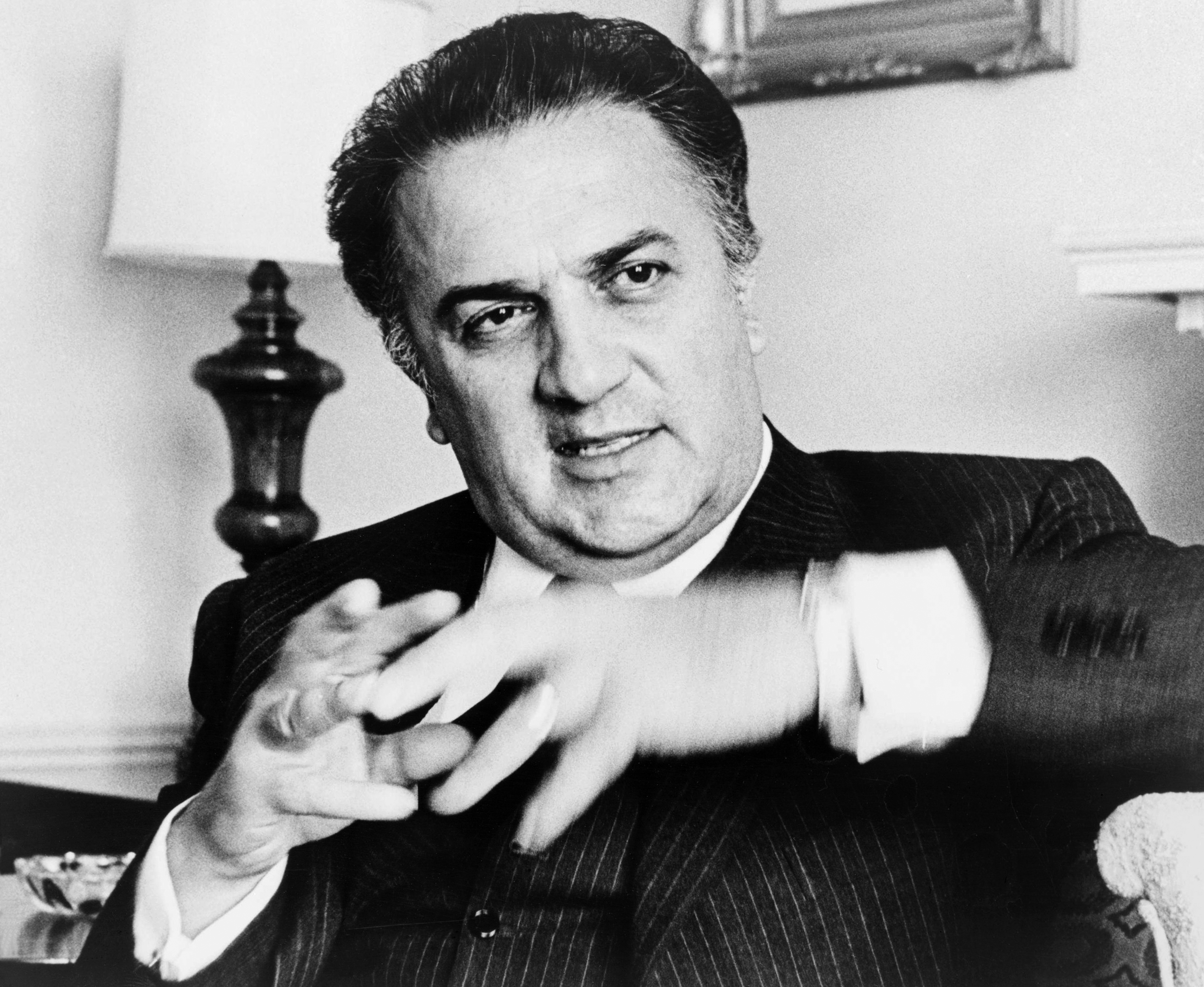
A „maestro”, Federico Fellini (1965)

A jubileumi fesztivál keretében tisztelegtek a „grande maestro”, Fellini előtt. A megnyitón megjelent Károly herceg és Diána hercegnő, a filmcsillagok közül a meghívott fővendég Elizabeth Taylor volt.
A jubileum alkalmat adott arra, hogy operafilmeket állítsanak a figyelem középpontjába. A nagyjátékfilmek versenyében indították az Ária című alkotást, melyet neves rendezők sora készített korhű, vagy aktualizált operarészleteket dolgozva fel Verdi, Lully, Rameau, Wagner, Puccini, Charpentier és Leoncavallo operáiból; versenyen kívül pedig a filmtörténet több operafilmjét tűzték műsorra. Ily módon látható volt Sophia Loren az Aida, Saljapin a Don Quichotte, és Plácido Domingo a Pagliacci főszerepében. Felcsendült a vásznon Muszorgszkij Borisz Godunovja, Verdi Macbethje és Rigolettója, továbbá Menottitól A médium, Charpentier-től a Louise, valamint Wagner és Liszt zenéje a Richard Wagner és Cosima szerelmét feldolgozó Wahnfriedben.
Az Arany Pálmát illetően a zsűri meglepetést okozott és vitát provokált: sem a kritikusok sem pedig a nézők nem értékelték nagyra Maurice Pialat A Sátán árnyékában című művét. Az évfordulós díjat Fellini kapta, a rendezés díját pedig Wim Wenders, aki berlini angyalaival besorolhatatlanná vált: műve egyfajta keveréke a költészetnek, a mágiának és a könnyed bájnak. Tengiz Abuladze ugyancsak sikeresnek mondhatta magát: a Vezeklés megkapta a zsűri külön nagydíját és elnyerte a FIPRESCI díját is. A zsűri értékelése szerint a fesztiválhoz művészileg leginkább Stephen Frears járul hozzá, Hegyezd a füled! című vígjátékával. Dean Stockwell és Jack Lemmon után Marcello Mastroianni is feliratkozott a fesztivál legjobb előadói díját másodízben besöprő színészek szűk listájára.
1987-ben díjaztak először afrikai filmet Cannes-ban: Souleymane Cissé mali rendező hivatalos versenyprogramban indított Yeelen című filmje a zsűri díját kapta. A Technikai Főbizottság nagydíját Gilles Jacob és Laurent Jacob montázsfilmje (Le cinéma dans les yeux) kapta, melyet a cannes-i fesztivál 40. születésnapjára készítettek.

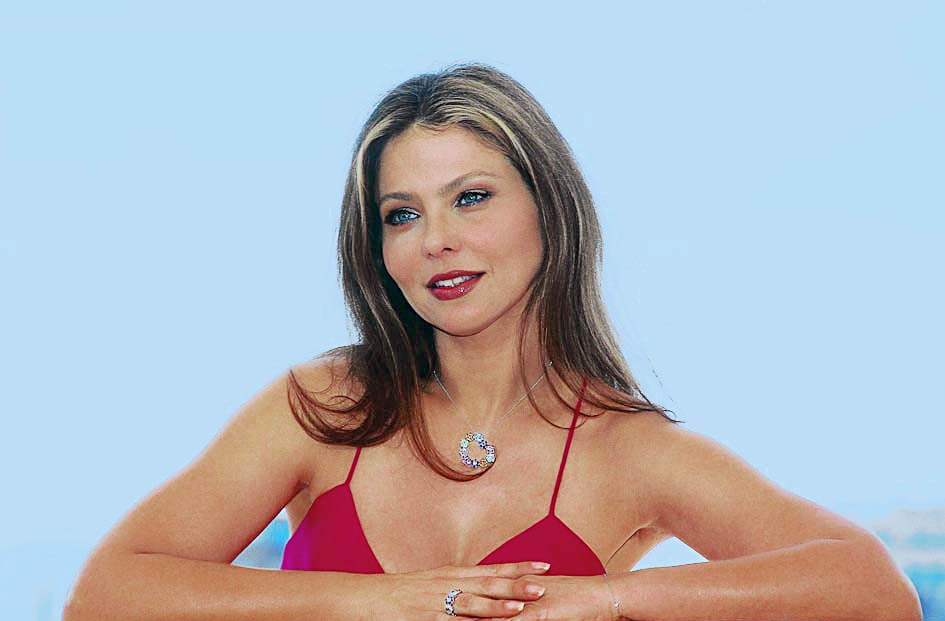
Ornella Muti (2000)

A leginkább várt és legtöbbet fotózott bevonulás az Egy előre bejelentett gyilkosság krónikája főszereplőié, az Ornella Muti – Anthony Delon – Rupert Everett trióé volt. A hírességek között megjelent Cannes-ban Bernardo Bertolucci, az akkortájt forgatott nagyszabású filmje, Az utolsó császár előzetes képkockáival. A maga 94 évével a rendezvény legidősebb aktív művésze az amerikai némafilm egykori sztárja, Lillian Gish színésznő volt, aki utolsó szerepét alakította a Bálnák augusztusban című versenyfilmben. Végig a fesztiválvárosban tartózkodtak a fődíjas alkotás főszereplői: Gérard Depardieu, Sandrine Bonnaire, valamint maga a rendező, Maurice Pialat. A nézők megcsodálhatták a Fekete szemek főszerepében Mastroiannit, gyönyörködhettek a Törzsvendégben naponta alkoholba merülő Mickey Rourke és Faye Dunaway játékában. Ismét bizonyított a fiatal Melanie Griffith új filmje (Valami vadság) főszerepében. Emlékezetes alakítással rukkolt elő Peter Falk és Bruno Ganz (Berlin felett az ég), Stefania Sandrelli, Vittorio Gassman és Fanny Ardant (A család), Vanessa Redgrave és Gary Oldman (Hegyezd a füled!), valamint Mia Farrow és Diane Keaton (A rádió aranykora).
A nemzetközi filmseregszemle Rendezők Kéthete párhuzamos rendezvénye keretében több rövidfilmmel nyújtottak áttekintést a dél-afrikai független filmművészet helyzetéről; közülük a legérdekesebb a későbbi irodalmi Nobel-díjas Nadine Gordimer Allen Boesak: Choosing for Justice című dokumentumfilmje volt. Heaven című alkotásával rendezőként is bemutatkozott Diane Keaton amerikai színésznő. A szekció meglepetésfilmként tűzte műsorára Ken Friedman Made in USA című alkotásának eredeti, a rendező által vágott változatát; a filmforgalmazásba került filmet ugyanis a producer – a rendező akarata ellenére – teljesen újravágatta. Említésre méltó alkotás volt még Michel Khleifi Esküvő Galileában, David Leland Bárcsak itt lennél, Jerry Schatzberg A hamis riport, valamint John Sayles Azok a véres napok című filmje.
A magyar filmművészetet ez évben két alkotás képviselte a hivatalos válogatásban: Makk Károly Déry-novellából készített, Az utolsó kézirat című játékfilmje, valamint Nagy Gyula animációs kisfilmje, az Ujjhullám. A Rendezők Kéthete szekcióba kapott meghívást Gazdag Gyula Hol volt, hol nem volt és Maár Gyula Malom a pokolban című filmdrámája. A fesztiválra kiküldött hivatalos magyar filmdelegáció tagja volt Makk Károly, Bacsó Péter, Gazdag Gyula és Maár Gyula filmrendező, valamint Nagy-Kálózy Eszter színésznő.
Az évforduló alkalmából a szervezők Cannes-i évek (Les années Cannes) címmel külön kiadványt is megjelentettek, melynek bevezetőjét Jean-Marie Gustave Le Clézio, a kortárs francia irodalom egyik legnagyobb alakja, a későbbi irodalmi Nobel-díjas író jegyezte. Ez évben közvetítették először a díjátadást élőben, műholdakon keresztül az egész világon.
A fesztivál 1987-ben sem kerülhette el a botrányt: Maurice Pialat díjátvételét hangos nemtetszés-nyilvánítás és fütty kísérte, amire a művész köszönet helyett azt válaszolta, „Ha Önök nem szeretnek engem, azt mondhatom, hogy én sem szeretem Önöket…” és ökölbe szorított kézzel többször a levegőbe csapott. Nem sokkal rá, amikor Souleymane Cissének nyújtották át a zsűri díját, egy néző felrohant az emelvényre, és megkérdezte a rendezőtől: „Na, koszos néger, minek köszönhető, hogy díjat kaptál?” A vérig sértett Cissé elvette tőle a mikrofont és az illető arcába vágta. Maurice Pialat francia rendező, akit nem sokkal előtte éppen Cissé bátorított, amikor a közönség kifütyülte, közéjük lépett. Ez volt az első alkalom, hogy két filmrendező együttesen lépett fel a cannes-i fesztivál egy nézőjével szemben

## Zsűri

### Versenyprogram
- Yves Montand, színész – zsűrielnök –  Franciaország
- Danièle Heymann, filmkritikus –  Franciaország
- Elem Germanovics Klimov, filmrendező –  Szovjetunió
- Gérald Calderon, filmproducer, filmrendező  –  Franciaország
- Jeremy Thomas, filmproducer –  Egyesült Királyság
- Jerzy Skolimowski, filmrendező –  Lengyelország
- Nicola Piovani, zeneszerző –  Olaszország
- Norman Mailer, író –  Amerikai Egyesült Államok
- Theo Angelopoulos, filmrendező –  Görögország

### Arany Kamera
- Maurice Le Roux, zeneszerző – a zsűri elnöke –  Franciaország
- Bernard Jubard, filmtörténész –  Franciaország
- Claude Weisz, filmrendező –  Franciaország
- Freddy Buache, újságíró –  Svájc
- M. Hidalgo, újságíró –  Spanyolország
- Michael Kutza, filmkedvelő –  Amerikai Egyesült Államok
- Michel Ciment, filmkritikus –  Franciaország

## Hivatalos válogatás

### Nagyjátékfilmek versenye
- Aria (Ária)[5] – rendező: Robert Altman, Bruce Beresford, Bill Bryden, Jean-Luc Godard, Derek Jarman, Franc Roddam, Nicolas Roeg, Ken Russell, Charles Sturridge, Julien Temple
- Az utolsó kézirat – rendező: Makk Károly
- Törzsvendég (Barfly) – rendező: Barbet Schroeder
- Champ d'honneur (A becsület mezején) – rendező: Jean-Pierre Denis
- Cronaca di una morte annunciata (Egy előre bejelentett gyilkosság krónikája) – rendező: Francesco Rosi
- Der Himmel über Berlin (Berlin felett az ég) – rendező: Wim Wenders
- La famiglia (A család) – rendező: Ettore Scola
- Monanieba (Vezeklés I-II.) – rendező: Tengiz Abuladze
- Ocsi csornie (Очи чёрные, Fekete szemek)[6] – rendező: Nyikita Szergejevics Mihalkov
- Pierre et Djemila – rendező: Gérard Blain
- Prick Up Your Ears (Hegyezd a füled!) – rendező: Stephen Frears
- Sinran: Siroi micsi – rendező: Mikuni Rentaro
- Shy People (Félénk emberek) – rendező: Andrej Koncsalovszkij
- Sous le soleil de Satan (A Sátán árnyékában) – rendező: Maurice Pialat
- The Belly of an Architect (Az építész hasa) – rendező: Peter Greenaway
- The Glass Menagerie – rendező: Paul Newman
- Um trem para as Estrelas – rendező: Carlos Diegues
- Un homme amoureux (Egy szerelmes férfi) – rendező: Diane Kurys
- Yeelen – rendező: Souleymane Cissé
- Zegen – rendező: Imamura Sóhei

### Nagyjátékfilmek versenyen kívül
- Aida – rendező: Clemente Fracassi
- Awdat mowatin – rendező: Mohamed Khan
- Boris Godunov – rendező: Vera Sztrojeva
- Caméra arabe – rendező: Férid Boughedir
- Don Quichotte (Don Quixote)[5] – rendező: Georg Wilhelm Pabst
- Feathers – rendező: John Ruane
- Francesco Rosi: Chronique d’un film annoncé – rendező: Christine Lipinska
- Good Morning, Babylon (Jó reggelt, Babilónia!) – rendező: Paolo és Vittorio Taviani
- Hej pao si csien (黑炮事件, Hei pao shi jian) (A fekete ágyú) – rendező: Huang Csien-hszin (黄建新, Huang Jianxin)
- Hôtel du Paradis (Hontalanok hotelje) – rendező: Jana Bokova
- Intervista (Interjú) – rendező: Federico Fellini
- Le cinéma dans les yeux – rendező: Gilles Jacob és Laurent Jacob
- Le cinéma des divas – rendező: Yvon Gérault és Alain Duault
- L'Inhumaine (A kegyetlen asszony) – rendező: Marcel L’Herbier
- Louise – rendező: Abel Gance
- Macbeth – rendező: Claude d'Anna
- Pagliacci – rendező: Franco Zeffirelli
- Radio Days (A rádió aranykora) – rendező: Woody Allen
- Raising Arizona (Arizonai ördögfióka) – rendező: Joel és Ethan Coen
- Rigoletto – rendező: Jean-Pierre Ponnelle
- Slam Dance (Élet-halál tánc) – rendező: Wayne Wang
- Something Wild (Valami vadság) – rendező: Jonathan Demme
- The Medium – rendező: Gian Carlo Menotti
- The Sentimental Bloke – rendező: Raymond Longford
- The Whales of August (Bálnák augusztusban) – rendező: Lindsay Anderson
- Tough Guys Don't Dance (Kemény fiúk tánca) – rendező: Norman Mailer
- Vai viegli but jaunam? (Könnyű-e fiatalnak lenni?) – rendező: Juris Podnieks
- Wahnfried – rendező: Peter Patzak

### Un Certain Regard
- A Gathering of Old Men (Öregemberek felkelése)[7][5] – rendező: Volker Schlöndorff
- A Month in the Country – rendező: Pat O'Connor
- ..And the Pursuit of Happiness – rendező: Louis Malle
- Babette’s gæstebud (Babette lakomája) – rendező: Gabriel Axel
- Notte italiana – rendező: Memè Perlini
- Das Weite Land (Különös táj) – rendező: Luc Bondy
- Epidemic (Járvány) – rendező: Lars von Trier
- Hôtel de France – rendező: Patrice Chéreau
- Hud – rendező: Vibeke Løkkeberg
- Jenatsch – rendező: Daniel Schmid
- La Casa de Bernarda Alba (Bernarda Alba háza) – rendező: Mario Camus
- Kung pu fen ce (恐怖分子, Kong bu fen zi) – rendező: Jang Töcsang (楊德昌, Edward Yang)
- Ormens väg på hälleberget (A sátán útja) – rendező: Bo Widerberg
- Prosztaja szmerty (Простая смерть; Egyszerű halál) – rendező: Alekszandr Leonyidovics Kajdanovszkij
- Przypadek (Véletlen) – rendező: Krzysztof Kieślowski
- Robinzoniada, anu chemi ingliseli Papa (Robinzonáda, avagy az én angol nagyapám) – rendező: Nana Dzsorzsadze
- Sofia – rendező: Alejandro Doria
- Someone to Love (Valakit szeretni) – rendező: Henry Jaglom
- Un hombre de éxito (Egy sikeres ember) – rendező: Humberto Solás
- Hsziang nu hsziao hsziao (Xiang nu xiao xiao) (A hunani lány) – rendező: Fej Hszie (Fei Xie) és U Lan
- Yer demir gök bakir – rendező: Zülfü Livaneli

### Rövidfilmek versenye
- Academy Leader Variations – rendező: Jane Aaron, Skip Battaglia, Csang Kuang-hszi (Chang Guang-xi), A. Da, Jen Ting-hszian (Yan Ding-xian), Piotr Dumala, David Ehrlich, Paul Glabicki, George Griffin, Hu Csin-csing (Hu Jin-qing), Al Jarnow, Krzysztof Kiwerski, Jerzy Kucia, Stanislaw Lenartowicz, Claude Luyet, Georges Schwizgebel, Daniel Suter, Martial Wannaz, Lin Ven-Hsziao (Lin Wen-xiao) és Ho Jü-men (He Yu-men)
- Imagine – rendező: Zbigniew Rybczynski
- Iznenadna i prerana smrt pukovnika K.K. – rendező: Milos Radovic
- L’homme qui plantait des arbres (Az ember, aki fát ültetett) – rendező: Frédéric Back
- Les quatre vœux – rendező: Michel Ocelot
- Maestro – rendező: Alex Zamm
- Palisade – rendező: Laurie McInnes
- Transatlantique – rendező: Bruce Krebs
- Ujjhullám – rendező: Nagy Gyula
- Vol van gratie – rendező: Nicole Van Goethem
- Your Face (Az arcod) – rendező: Bill Plympton

## Párhuzamos rendezvények

### Kritikusok Hete
- Angelus novus – rendező: Pasquale Misuraca
- Du mich auch – rendező: Helmut Berger, Anja Franke és Dani Levy
- Ngati – rendező: Barry Barclay
- Où que tu sois – rendező: Alain Bergala
- Piszma mjortvogo cseloveka (A halottember levelei) – rendező: Konsztantyin Lopusanszkij
- To dendro pou pligoname (A megsebzett fa) – rendező: Dimos Avdeliodis
- Yam Daabo – rendező: Idrissa Ouedraogo

### Rendezők Kéthete

#### Nagyjátékfilmek
- Andjeo Cuvar – rendező: Goran Paskaljevic
- Dagboek van een oude dwaas – rendező: Lili Rademakers
- Dilan – rendező: Erden Kiral
- Heaven – rendező: Diane Keaton
- Hol volt, hol nem volt – rendező: Gazdag Gyula
- Home of the Brave: A Film by Laurie Anderson – rendező: Laurie Anderson
- I fotografia – rendező: Nikos Papatakis
- I've Heard The Mermaids Singing (Hallottam a szirének énekét) – rendező: Patricia Rozema
- Made in U.S.A. – rendező: Ken Friedman
- Malom a pokolban – rendező: Maár Gyula
- Mascara – rendező: Patrick Conrad
- Matewan (Azok a véres napok) – rendező: John Sayles
- Urs al-jalil (Esküvő Galileáben) – rendező: Michel Khleifi
- Rita, Sue And Bob Too ! (Rita, Sue és Bob is) – rendező: Alan Clarke
- Street Smart (Hamis riport) – rendező: Jerry Schatzberg
- The Surfer – rendező: Frank Shields
- Un Zoo, la nuit – rendező: Jean-Claude Lauzon
- Varjoja Paratiisissa (Árnyak a paradicsomban) – rendező: Aki Kaurismäki
- Wish You Were Here (Bárcsak itt lennél) – rendező: David Leland

#### Rövidfilmek
- Panorama du cinéma sud-africain indépendant[8]
  - Allan Bpesak : Choosing for Justice - rendező: Hogo Cassirer és Nadine Gordimer
  - And Now We Have No Land - rendező: Hennie Serfontein
  - Gretting for the Attitude - rendező: John Hookham
  - Last Supper at Hortsley Street - rendező: Lindy Wilson
  - My Country, My Hat - rendező: David Bensusan
  - Reasonable Man - rendező: Robyn Aronstramp és Néria Cohen
  - Re tla bona, [We Will See] - rendező: Elaine Proctor
  - Sales Talk - rendező: William Kentridge
  - Sharpevelle Spirit - rendező: Elaine Proctor
  - South African Male - rendező: Robyn Aronstram és Néria Cohen
  - The Struggle for Within - rendező: Kevin Harris
  - This We Can Do for Justice and Peace - rendező: Kevin Harris
  - The Two Rivers - rendező: mark Newman, Edwin Wes és Rashaka Ratshitanga
  - Vetoek - rendező: William Kendridge

## Díjak

### Nagyjátékfilmek
- Arany Pálma: Sous le soleil de Satan (A Sátán árnyékában)[5] – rendező: Maurice Pialat
- A Nemzetközi Filmfesztivál 40. évfordulós díja: Intervista (Interjú) – rendező: Federico Fellini
- A zsűri külön nagydíja: Monanieba (Vezeklés I-II.) – rendező: Tengiz Abuladze
- A zsűri díja:
  - Sinran: Siroi micsi – rendező: Mikuni Rentaro
  - Yeelen – rendező: Souleymane Cissé
- Legjobb rendezés díja: Der Himmel über Berlin (Berlin felett az ég) – rendező: Wim Wenders
- Legjobb női alakítás díja: Barbara Hershey – Shy People (Félénk emberek)
- Legjobb férfi alakítás díja: Marcello Mastroianni – Ocsi csornie (Очи чёрные, Fekete szemek)[6]
- Legjobb művészi hozzájárulás díja: Prick Up Your Ears (Hegyezd a füled!) – rendező: Stephen Frears

### Rövidfilmek
- Arany Pálma (rövidfilm): Palisade – rendező: Laurie McInnes
- Második díj (animációs rövidfilm): Academy Leader Variations – rendező: Jane Aaron, Skip Battaglia, Csang Kuang-hszi (Chang Guang-xi), A. Da, Jen Ting-hszian (Yan Ding-xian), Piotr Dumala, David Ehrlich, Paul Glabicki, George Griffin, Hu Csin-csing (Hu Jin-qing), Al Jarnow, Krzysztof Kiwerski, Jerzy Kucia, Stanislaw Lenartowicz, Claude Luyet, Georges Schwizgebel, Daniel Suter, Martial Wannaz, Lin Ven-Hsziao (Lin Wen-xiao) és Ho Jü-men (He Yu-men)
- Harmadik díj (fikciós rövidfilm): Iznenadna i prerana smrt pukovnika K.K. – rendező: Milos Radovic

### Arany Kamera
- Arany Kamera: Robinzoniada, anu chemi ingliseli Papa (Robinzonáda, avagy az én angol nagyapám) – rendező: Nana Dzsorzsadze

### Egyéb díjak
- FIPRESCI-díj:
  - Monanieba (Vezeklés I-II.) – rendező: Tengiz Abuladze
  - Urs al-jalil (Esküvő Galileáben)[9] – rendező: Michel Khleifi
  - Wish You Were Here (Bárcsak itt lennél)[9] – rendező: David Leland
- Technikai nagydíj: Le cinéma dans les yeux – rendező: Gilles Jacob és Laurent Jacob
- Ökumenikus zsűri díja: Monanieba (Vezeklés I-II.) – rendező: Tengiz Abuladze
- Ökumenikus zsűri külön dicsérete:
  - Monanieba (Vezeklés I-II.) – rendező: Tengiz Abuladze
  - Yeelen – rendező: Souleymane Cissé
- ifjúság díja: I've Heard The Mermaids Singing (Hallottam a szirének énekét)[9] – rendező: Patricia Rozema